# Colletogyne
Colletogyne — монотипный род многолетних клубневых травянистых растений семейства Ароидные (Araceae), включающий единственный вид Colletogyne perrieri.

## Ботаническое описание
Клубневые травы с периодом покоя.

### Листья
Листьев один — два. Влагалища короткие.
Листовая пластинка сердцевидная. Первичные боковые жилки перистые; жилки, выходящие из черешка, соединяются в общую подкраевую жилку; 1—2 краевые жилки также имеются; вторичные и третичные боковые жилки в основном параллельно-перистые; жилки более высокого порядка образуют сетчатый узор.

### Соцветия и цветки
Соцветия 1—3 в каждом симпоидальном ветвлении, появляются одновременно с листьями или раньше их. Цветоножка короче черешков, иногда превышающая весь лист. Покрывало овальное, без перетяжки, вертикальное, полностью раскрытое в период цветения, неопадающее, закрывающееся позднее и сохраняющееся при плодах, с красными пятнами на зеленоватом фоне.
Початок репродуктивный до вершины; женская часть сросшаяся с покрывалом, смежная с мужской зоной. Цветки однополые, околоцветник отсутствует. Мужской цветок состоит из одной тычинки; нити конические, различные по размеру; пыльники верхушечные и наклонные; теки эллипсоидные, вскрывающиеся разрезом; пыльца сферическая, среднего размера (39 мкм). Женский цветок: гинецей окружён разнообразными синандродиями, наподобие чашечки; завязь яйцевидно-элипсоидная, одногнёздная; семяпочка одна, ортотропная; фуникул короткий; плацента базальная; столбик короткий, сужающийся; рыльце дисковидно-головчатое.

### Плоды
Плоды — веретеновидные ягоды с красными пятнами и сохранёнными рыльцами.
Семена эллипсоидные; теста тонкая, гладкая; зародыш с боковой плюмулой; эндосперм отсутствующий.

## Распространение
Эндемик Северного Мадагаскара.
Растёт в тропических лиственных лесах, на известняках; геофит, растущий в расщелинах и отверстиях скал среди растительных остатков.